# Nieuwe Sint-Antonius van Paduakerk

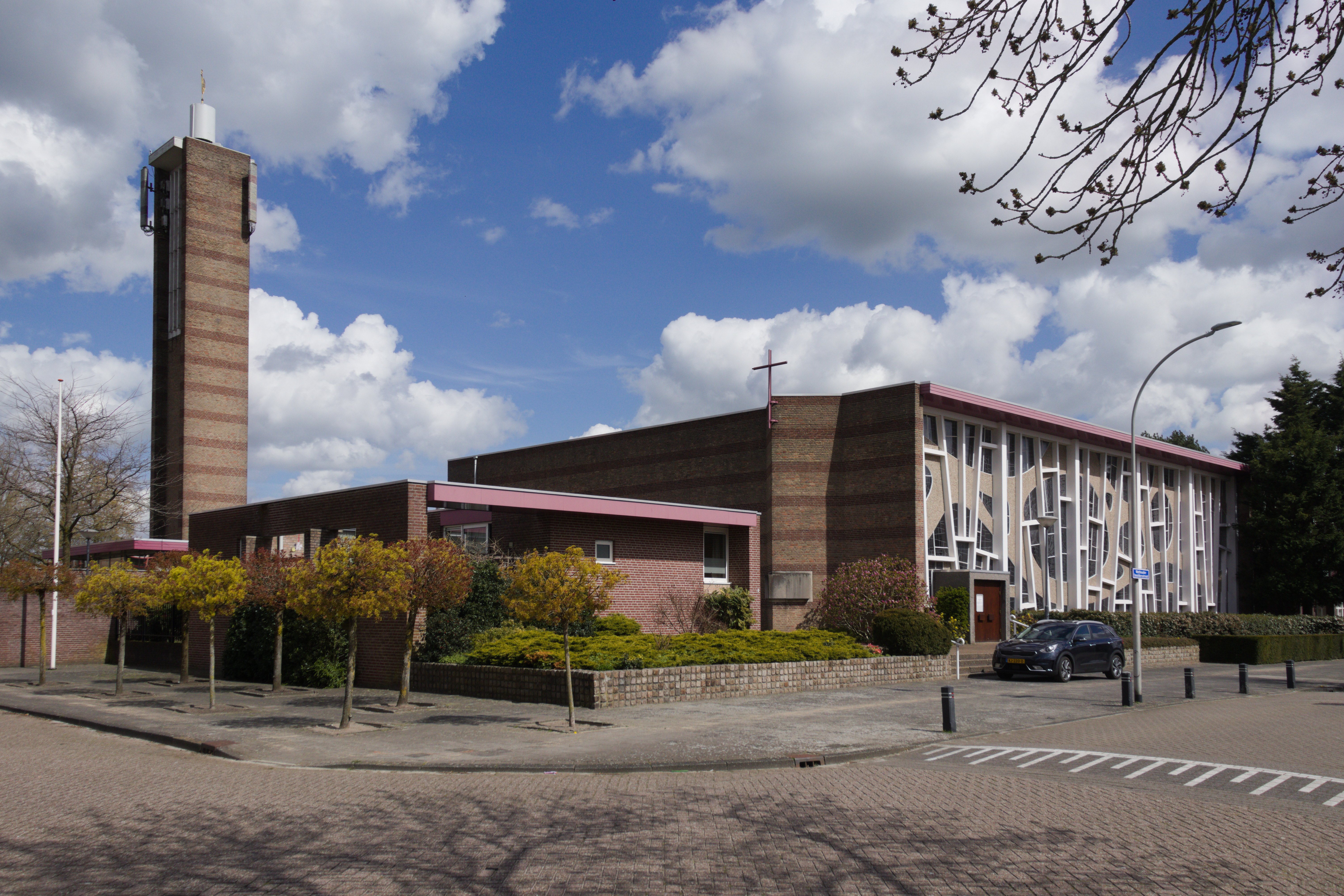

De nieuwe Sint-Antonius van Paduakerk is een parochiekerk in de Noord-Brabantse plaats Waalwijk. De kerk is gelegen aan de De Genestetstraat 1.

## Geschiedenis
Deze kerk verving de oude Sint-Antonius van Paduakerk. De kerk was ontworpen door Henricus Maria Koldewey en werd in 1962 in gebruik genomen.

## Architectuur
Het kerkgebouw is in de stijl van het naoorlogs modernisme: een doosvormig kerkgebouw met een opvallende voorgevel in glas-in-beton, vervaardigd door Egbert Dekkers. Dit stelt taferelen uit de Openbaring voor. Ook opvallend is de bakstenen klokkentoren op vierkante plattegrond.
De kerk heeft 860 zitplaatsen. Daarnaast is er een dagkerk met 240 zitplaatsen.
De kerk is geklasseerd als gemeentelijk monument.